# Мария-Заль
Мария-Заль (нем. Maria Saal, словен. Gospa Sveta) — торговая община в Австрии, в федеральной земле Каринтия.
Входит в состав округа Клагенфурт-Ланд. Население составляет 3903 человека (на 31 декабря 2005 года). Занимает площадь 34,81 км². Официальный код — 2 04 18.

## История
Местная церковь, с момента постройки, была местом регионального епископа Карантании и церковным центром Каринтии, отправной точкой для христианизации славян.
С XI века, как и Крнски Град, являлась историческим ядром Каринтии.
В Мария-Зале родился Фридрих Вельвич (1806—1872) — врач, ботаник, путешественник, исследователь Африки.

## Политическая ситуация
Бургомистр коммуны — Рихард Брахмайер (СДПА) по результатам выборов 2003 года.
Совет представителей коммуны (нем. Gemeinderat) состоит из 23 мест.
- СДПА занимает 10 мест.
- АНП занимает 8 мест.
- АБА занимает 3 места.
- Зелёные занимают 2 места.

## Галерея
- Местный совет в Мария-Заль
- Мария-Заль
- Церковь Святой Марии[англ.]
- Соборная площадь
- Часовенный столб[англ.] и оссуарий
- Приходская церковь Пёрчах-ам-Берг[нем.]
- Вид на Мариа-Заль из Карнбурга